# الرمادية
الرمادية بلدة تقع في جنوبي لبنان، قضاء صور. تتميز هذه البلدة بطبيعة خلّابة ومساحات خضراء واسعة. يحدّها من الشرق والشمال الشرقي بلدة قانا, ومن الشمال حناوي، من الغرب الكنيسة والشعيتية، ومن الجنوب جبال البطم وصدّيقين. تبعد بلدة الرمادية عن العاصمة بيروت 90 كلم وترتفع عن سطح البحر 280 م مما يجعل طقسها معتدل صيفاً, وقليل البرد شتاءً. أما الطرق المؤدية إليها: من صور- الحوش- عين بعال – حناوي – قانا، أو من الناحية الغربية فــ صور رأس العين – الكنيسة. تبلغ مساحة البلدة 278 هكتاراً. يتألف المجلس البلدي المستحدث عام 2004 من 12 عضواً بلدياً، ويوجد مختارين في البلدة.

## التسمية
يعود اسم بلدة الرمادية كما يروي بعض أهالي البلدة إلى: " أن شخصاً كان يدعى قسطنطين، قد رمى ديّة، أي أنّه قدّم فدية بدلاً من القتل ثأراً , في وقت سادت فيه شريعة الغاب، وأصبح اسم البلدة " رمى ديّة" منذ ذلك الوقت، وقد حرّف هذا الاسم مع الزمن ليصبح في ما بعد رمادية . والبعض الآخر يروي أن أهل البلدة كانو في ما مضى يشعلون النار على أطرف البلدة لمساعدة المسافرين لتبيان الطريق إليها وبالتالي استضافتهم، ما جعل أهلها مشهورين بالكرم وحسن الضيافة، فكثر الرماد حولها وأصبحت تعرف بالرمادية. وما لا يختلف عليه أحد أن الرمادية كانت تسمى بــ دير العصافير، لكثرة الطيور فيها على جميع أنواعها، وقد تغير هذا الاسم لأحد الأسباب المروية أعلاه. كما كانت وما زالت، وعلى الرغم من صغر حجمها ومساحتها، تتميز بكثرة المثقفين فيها، إذ أن السكان من البلدان المجاورة كانو يقصدونها لقراءة المكاتيب المرسلة من أقرباءهم المهاجرين.

## السكّان والعائلات
وعدد سكانها حوالي ٣٠٠٠  نسمة، إلا أن القسم الأكبر من سكانها مغتربون، ويتوزعون في بلادان أفريقيا، وأوروبا وأمريكا، وبعض دول الخليج العربي، ويصل عدد هؤلاء المغتربين إلى حوالي 1000 مهاجر. يبلغ عدد المقترعين فيها لعام 2006 - 1141 ناخباً وناخبة
عائلاتها: برجي - رومية - ناصر الدين - بيضون - أبو زيد - طحطح - ناصر - طالب - تاج الدين - وحيد - رضا - عيديبي - مراد - ماضي - سعد - بريطع - فتوني - زين - شيباني - شرارة - حرب - جواد.

تشتهر الرمادية بكثرة الخلافات العائلية خاصة بين أكبر عائلتين وهما برجي ورومية 